# Suikoden Tierkreis
Vous lisez un « bon article » labellisé en 2011.
Suikoden Tierkreis, intitulé Gensō Suikoden Tierkreis (幻想水滸伝ティアクライス) au Japon, est un jeu vidéo de rôle développé et édité par la société japonaise Konami pour la Nintendo DS. Le jeu paraît en décembre 2008 au Japon, puis en mars 2009 aux États-Unis, au Canada et en Europe. C'est un épisode annexe de la série de jeux vidéo Suikoden, le premier à ne pas être développé pour une console de Sony. L'arrêt de la série ayant été annoncé en 2015, il constitue le dernier épisode sorti en dehors du Japon.
Le jeu met en scène un jeune garçon et ses amis qui tentent d'endiguer la montée en puissance d'une organisation ayant pour but de conquérir les différents territoires pour diffuser sa pensée unique. Il est possible de jouer seulement en solo, mais un mode Wi-Fi est tout de même disponible pour échanger des objets ou des personnages avec d'autres joueurs possédant le jeu.
Le développement, entièrement pris en charge par les équipes de Konami, est dirigé par Osamu Komuta, qui a déjà travaillé sur les séries Suikoden et Silent Hill. Les musiques sont composées par une équipe de treize compositeurs et interprétées par huit musiciens et trois choristes. L'idole japonaise de la pop Satomi Takasugi est l'interprète des thèmes d'introduction et de fin.
Konami édite à sa sortie différents pack et éditions spéciales contenant de nombreux objets liés à la série, ainsi que des livres sur l'univers du jeu. Le jeu est un succès critique : les graphismes, les musiques, le gameplay, le scénario et l'excellente durée de vie sont remarqués. Les principaux reproches se portent eux sur les combats trop fréquents et le système de combat jugé légèrement simpliste.

## Trame
Le héros vit dans un petit village paisible appelé Citro. Depuis quelque temps, les créatures peuplant les environs se montrent agressives. Avec ses amis, il va essayer d'en savoir un peu plus mais la découverte d'un livre mystérieux transmettant des pouvoirs magiques le décidera pour de bon à se lancer dans une aventure pleine d'imprévus. L'exploration des différents endroits le fera rencontrer de nombreux alliés mais aussi de nombreux ennemis, et principalement une organisation malveillante du nom de l'« Ordre de la Voie Unique » contre qui il luttera en rassemblant tous les alliés dans une base, située sur un château en ruine réquisitionné,,,.
Il existe 108 porteurs d'étoiles en comptant le héros. Inspirés de la légende chinoise, les étoiles doivent s'allier pour lutter contre l'organisation qui tente d'imposer leur pouvoir et leurs idées, ici l'« Ordre de la Voie Unique ». Par exemple, le personnage Liu correspond à l'Étoile Tenki. Une partie des personnages est recrutée automatiquement au fil de l'histoire mais pour en récupérer certains, il faut utiliser une méthode bien précise (mission, aide, action particulière),.
Le joueur incarne un adolescent anonyme. Un des principes de fond du jeu est de s'allier avec 107 personnages pour former au total 108 alliés qui forment l'équipe des « 108 Étoiles de la Destinée ». La plupart sont des combattants qu'il est possible de prendre à tout moment dans son équipe, mais il existe aussi des personnages qui rejoignent la compagnie simplement dans le but de la servir. Un forgeron, un cuisiner ou un médecin font par exemple leur apparition à un stade avancé du jeu.
Le scénario n'a aucun lien avec la trame principal de la série Suikoden. Selon le réalisateur, le thème principal est l'infinité de futurs possibles.

## Système de jeu
Suikoden Tierkreis est un jeu de rôle assez traditionnel dans sa prise en main. Le joueur évolue dans un environnement en deux dimensions dans lesquels les combats et les personnages sont en 3D,. Il doit accomplir différents objectifs pour avancer dans l'aventure.
Le double-écran de la Nintendo DS permet d'afficher l'action et les dialogues sur l'écran du bas et les paramètres des personnages ainsi qu'un aperçu plus global de la zone traversée sur l'écran du haut. Les scènes cinématiques, plutôt rares, sont également affichées sur l'écran du bas. Le joueur peut utiliser la croix directionnelle ou le stylet pour déplacer le héros. Le bouton Y ouvre le menu et permet de modifier les paramètres de jeu, d'utiliser des objets ou de modifier la formation par exemple. En parlant aux différents personnages, le joueur débloque de nouvelles quêtes, de nouveaux alliés ou de nouvelles régions à explorer,.
En se déplaçant dans les zones hostiles, des créatures font aléatoirement leur apparition pour donner lieu a des combats au tour par tour. Le joueur peut former une équipe de quatre combattants maximum qu'il est possible de positionner préalablement en première ligne ou plus en retrait. Il a le choix, de façon assez classique, entre l'attaque, la magie, la défense, l'utilisation d'un objet, et enfin la possibilité de lancer une attaque groupée. À la fin de chaque combat, pour lesquels il est possible d'activer un « mode automatique » en cas de combat gagné d'avance, des points d'expérience sont attribués aux personnages encore vivants qui permettent de gagner des niveaux et de devenir plus puissant et résistant. Il est aussi possible de récupérer des armes, des armures ainsi que des objets qui serviront lors d'autres batailles à regagner des points de vie ou encore faire revivre un allié mort au combat,.
De nombreux dialogues ponctuent l'aventure, dans laquelle le scénario constitue un élément central.
Lorsqu'un personnage touche une « Chronique » (des livres magiques), il hérite de la « marque des étoiles », acquiert de nouveaux pouvoirs et devient l'un des 108 « porteurs d'étoile ».
En se connectant via Wi-Fi avec un autre joueur possédant la cartouche du jeu, il est possible d'échanger des personnages et des objets,,
.

## Historique

### Développement

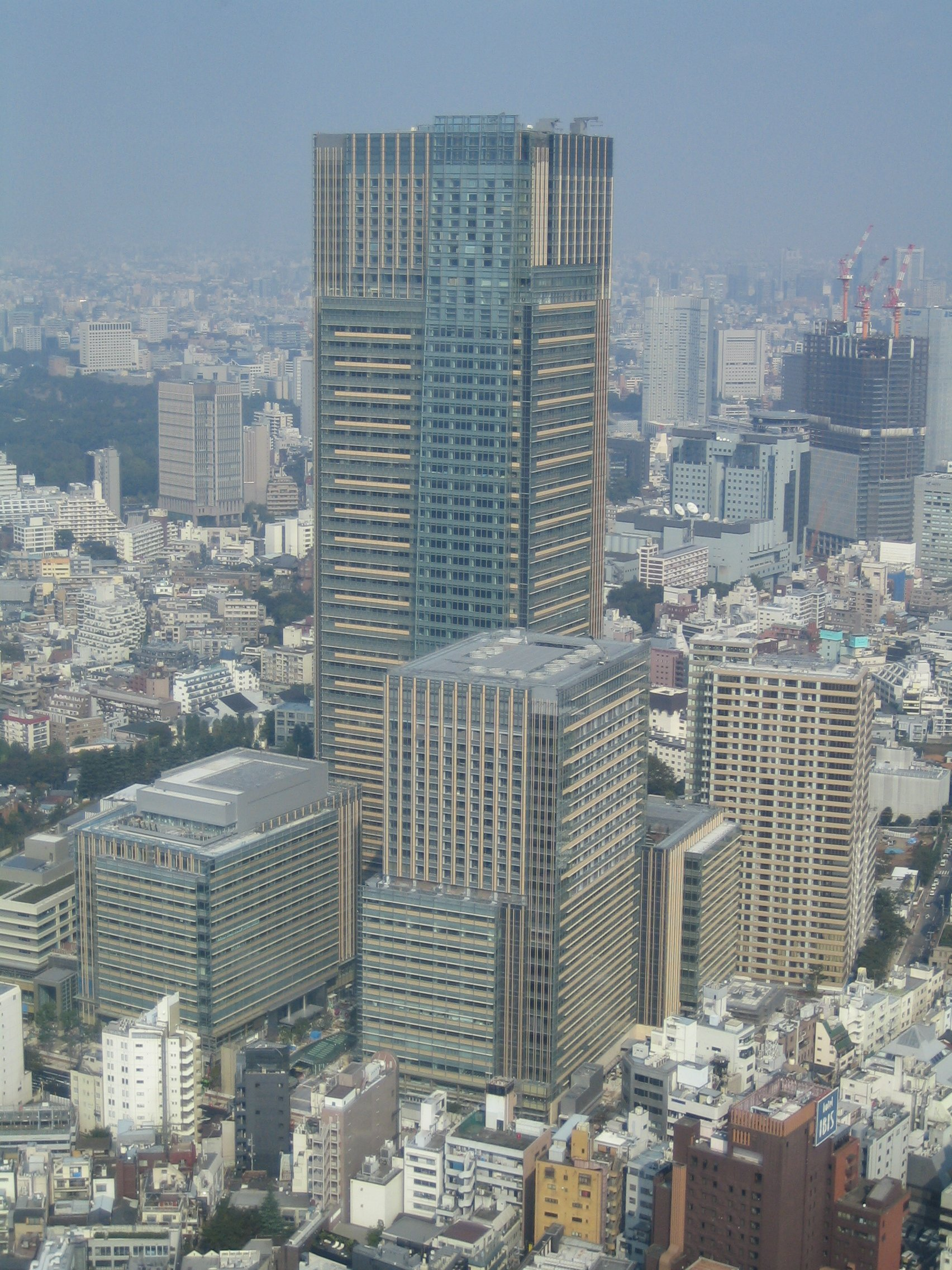
Depuis 2007, le siège de Konami à Tokyo est situé dans la Tokyo Mid-Town Tower.

Tierkreis signifie « zodiaque » en allemand.
Le développement du jeu, comme pour tous les jeux de la série, est pris en charge par Konami. Il est dirigé par Osamu Komuta, qui a déjà travaillé sur les séries Suikoden et Silent Hill,. Il explique dans un message posté sur son blog de développeur avoir voulu s'éloigner du scénario de la série principal et avoir rencontré des résistances de la part de Konami.

### Conception des musiques
Les musiques sont elles composées par une équipe de treize compositeurs et interprétées par huit musiciens jouant des percussions, de la flûte, du tin whistle, du hautbois, de la zurna, du violon et du violoncelle, de la trompette, de la guitare, du luth, du saz, de l'oud, de la mandoline, du bouzouki et du piano ; ainsi que de trois choristes.
Les thèmes d'introduction et de fin, nommés respectivement Tears in the Sky et Tierkreis ~Door of Hope~, sont chantés par l'idole japonaise de la pop Satomi Takasugi. Dans la première chanson, elle est accompagnée de percussions, de cordes et en particulier d'un violon, et de guitares. La seconde chanson est elle plus mélancolique ; elle est accompagnée par un piano et des cordes,,.

### Sortie et promotion
Le jeu est édité par Konami et sort en décembre 2008 au Japon. Fin novembre 2008, Konami America annonce la jeu pour une sortie en mars en Amérique du Nord. Début décembre, c'est en Europe qu'il est programmé pour le même mois. Au moment de la sortie japonaise du jeu, la société édite une édition spéciale composée du jeu, d'un disque et d'un DVD consacrés aux musiques, d'un livre de créations graphiques, de cinq marques-pages, d'un couvre-livre en cuir et d'un Drama CD. Deux livres d'environ 300 pages sortent également au Japon en mars 2009. Le premier est un guide des personnages de plus de 300 pages et le second réunit des illustrations et des créations graphiques,.
Le 24 mars 2011, Konami édite au Japon un pack contenant l'intégralité des musiques de la série Suikoden, dont Suikoden Tierkreis, tenant sur 25 CD et vendu au prix de 25 000 yens.

### Accueil
L'équipe de Jeuxvideo.com, qui a l'occasion de tester le jeu durant une quinzaine de minutes, environ deux mois avant sa sortie au Japon, est enthousiasmée par la réalisation, bien qu'il lui paraisse relativement classique.
Suikoden Tierkreis est bien reçu par la presse spécialisée. Les sites GameRankings et Metacritic, qui effectuent des moyennes à partir de nombreuses publications anglophones, relèvent un score moyen d'environ 76 %,. Le magazine de jeux vidéo japonais Famitsu lui décerne la note de 34/40.
Globalement, les médias apprécient la finesse des graphismes et de la réalisation (et en particulier du character design, la qualité et la variété des musiques, la solidité du gameplay, le scénario très prenant malgré sa complexité et l'excellente durée de vie du titre, que Gamekult évalue à plus de quarante heures pour la seule quête principale. Les principaux reproches se portent sur les combats aléatoires un peu trop fréquents aux goûts de Gamekult et Jeuxvideo.com, ainsi que sur le système de combat qui manque quelque peu de profondeur,,.
Suikoden Tierkreis est bien reçu au Japon. Le nombre d’exemplaires vendus le jour de sa sortie est estimé à 40 000, ce qui le conduit en cinquième place des meilleures ventes de la semaine sur Nintendo DS,. Dans les mois qui suivent, il se place à deux reprises dans ce même classement, en février et en avril,.
Selon VG Chartz, il se serait vendu dès la première semaine de commercialisation au Japon plus de 63 000 unités du jeu, contre 7 800 aux États-Unis. Au total, le jeu se serait écoulé à 170 000 exemplaires au Japon et 20 000 aux États-Unis, soit un total de 190 000 unités (aucune donnée n'est disponible concernant l'Europe sur ce même site),.

## Place dans la série

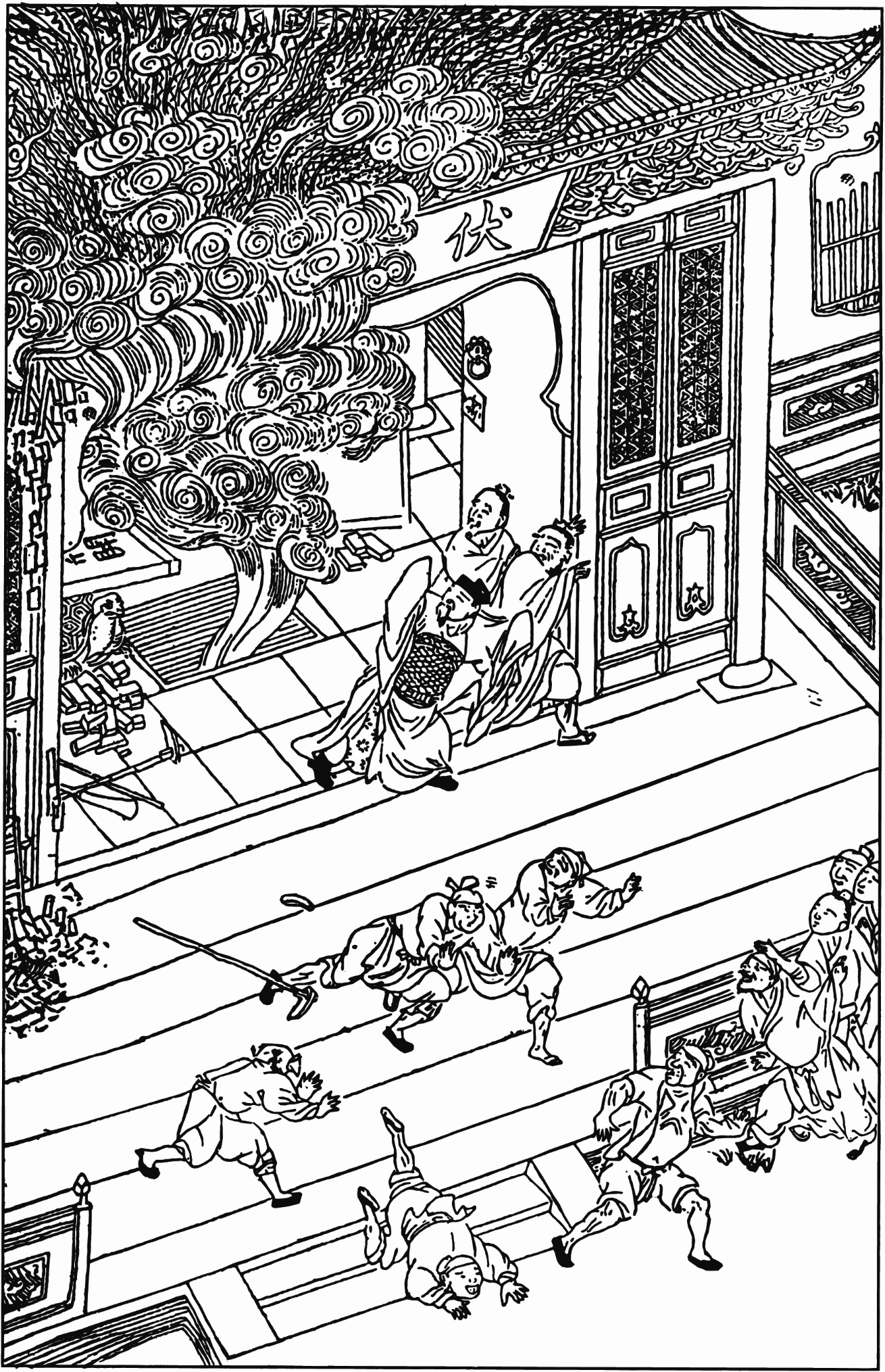
Illustration du roman qui a inspiré la série, Au bord de l'eau.

La série dans son ensemble s'inspire du roman Au bord de l'eau de l'écrivain chinois Shi Nai'an, dont elle reprend notamment le mythe des 108 étoiles de la destinée,.
Suikoden Tierkreis est un épisode mineur, annexe de la série de jeux vidéo Suikoden. Il est le premier épisode à ne pas sortir sur une console construite par Sony, et demeure le dernier épisode sorti en dehors du Japon après l'annonce de l'arrêt de la série intervenue en août 2015,. Après Suikoden Tierkreis, seul Suikoden: Tsumugareshi Hyakunen no Toki sort sur PlayStation Portable, le 9 février 2012, uniquement au Japon,. Bien qu'étant un épisode de qualité moyenne, il se positionne premier des ventes de la semaine du 6 au 12 février 2015 au Japon, avec une estimation de plus de 61 000 exemplaires vendus.
Selon Komuta, le réalisateur, le concept qui relie tous les jeux de la série tient autour de l'idée que de nombreux mondes existent et du concept d'un univers de nature infinie. Certains mondes sont très similaires au notre et d'autres sont très différents, et c'est pour lui également le cas de Suikoden Tierkreis qui coexiste avec les épisodes principaux de la série tout en étant différent. Pour Komuta, le héros de Tierkreis est plus joyeux et positif.